# Парковая железная дорога
Па́рковая желе́зная доро́га — имеющая развлекательное или «развлекательно-транспортное» значение узкоколейная железная дорога. Такие железные дороги используются в парках развлечений, зоопарках и т. д.
На некоторых из таких «аттракционов» используются поезда — уменьшенные копии настоящих. Например на железной дороге парка Вашингтон и зоопарка в Портленде (США) используется уменьшенная копия паровоза типа 2-2-0 (такие паровозы были лицом американских железных дорог второй половины XIX века) и уменьшенная копия дизель-поезда Aerotrain (этот поезд отличался необычным дизайном). Также эта железная дорога интересна тем, что по ней до сих пор регулярно перевозится почта (корреспонденция зоопарка). На станции железной дороги есть своё почтовое отделение. Это единственная железная дорога в США, до сих пор перевозящая почту.

## Отличия от детских железных дорог

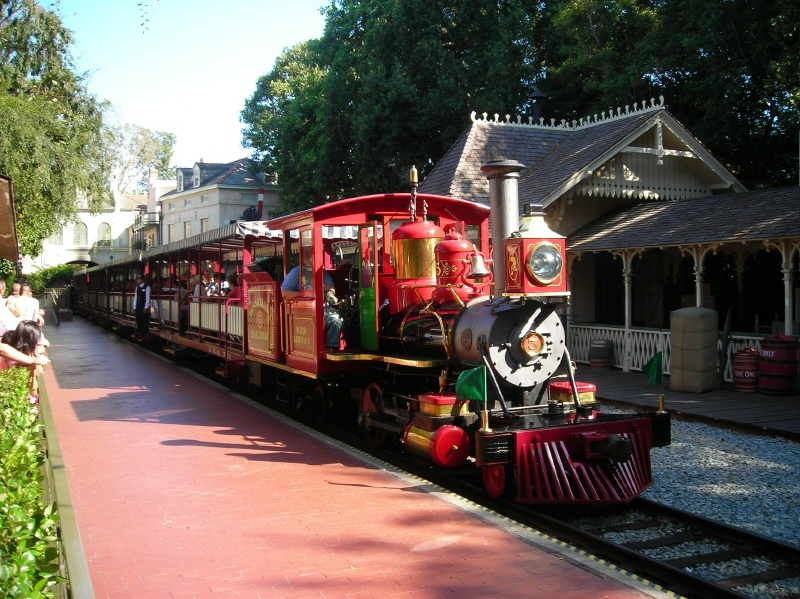
Железная дорога в Диснейленде

С технической точки зрения парковые железные дороги подобны детским железным дорогам, но обслуживаются взрослыми профессионалами. В крупных парках развлечений, наподобие Диснейленда, встречаются узкоколейные железные дороги, которые используются не только для развлечения маленьких детей, но и для перевозки посетителей парка, в том числе и взрослых, по территории парка, между несколькими станциями. Такие дороги по форме близки к детским железным дорогам, но не являются таковыми, так как не имеют педагогических функций и обслуживаются взрослыми.
Также некоторые, в прошлом полноценные, детские железные дороги теперь обслуживаются взрослыми и работают как парковые железные дороги (например, Карагандинская детская железная дорога). Такие железные дороги можно называть детскими только с исторической точки зрения.

## Миниатюрные пассажирские железные дороги

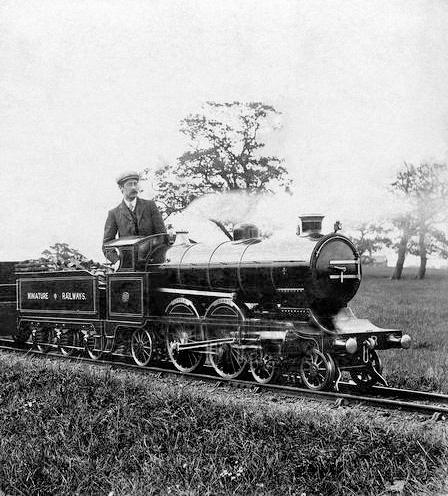
Паровоз «Маленький гигант» фирмы Bassett-Lowke

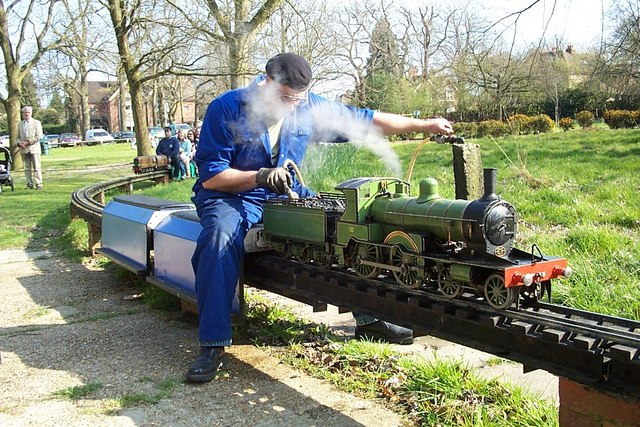
Машинист верхом на вагоне миниатюрного поезда

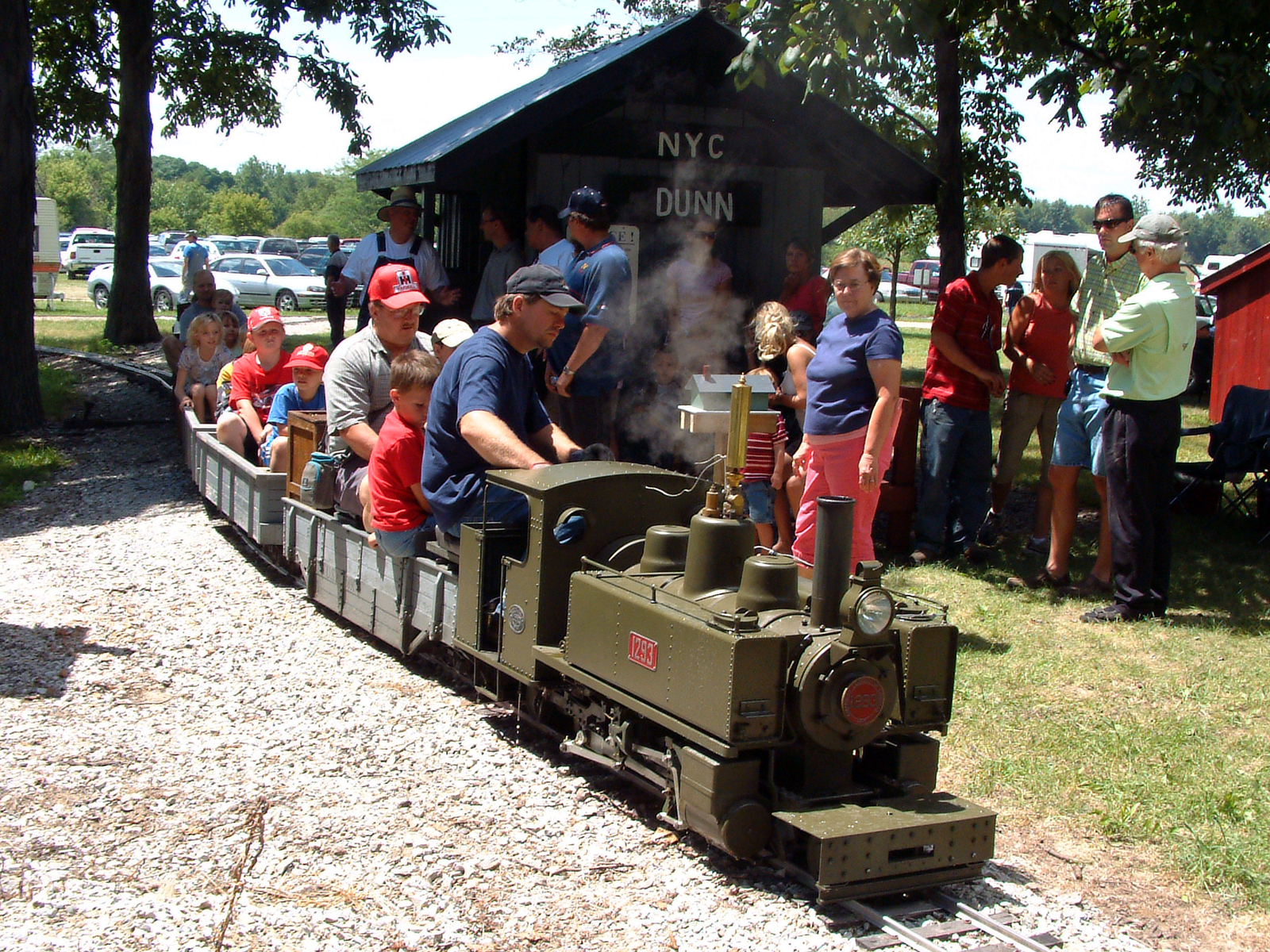
Пассажиры размещаются в вагонах

Отдельной категорией парковых железных дорог можно считать «миниатюрные пассажирские железные дороги» (англ. miniature passender railways, также англ. miniature ridable railways). В отличие от обычных узкоколейных железных дорог, подвижной став миниатюрных пассажирских железных дорог представляет собой действующие модели подвижного состава магистральных железных дорог в крупном масштабе (обычно от 1:8 до 1:4). В то же время, в отличие от крупномасштабных макетов железных дорог на открытом воздухе (садовые железные дороги), «миниатюрные пассажирские железные дороги» предназначены для перевозки пассажиров.
Ширина колеи миниатюрных пассажирских железных дорог обычно колеблется от 184 мм (7¼ дюйма) до 508 мм (20 дюймов). Бо́льшая ширина колеи уже считается «обычной» узкоколейной железной дорогой, хотя чёткой границы не существует. Также для перевозки пассажиров используется и железные дороги более узкой колеи, такой, как 127 мм (5 дюймов), 89 мм (3½ дюйма) и даже 63 мм (2½ дюйма). Однако, дороги с насколько узкой шириной колеи редко используются в качестве постоянных аттракционах в общественных парках и тому подобных местах. Чаще, их используют клубы моделизма и индивидуальные моделисты в частном порядке. Ширина колеи как правило уже 184 мм не позволяет разместить пассажиров внушит вагонов. Пассажиры сидят «верхом» на вагонах.. Также существует понятие «железная дорога минимальной ширины» (англ. Minimum-gauge railway), к которому относится ширина колеи 381 мм (15 дюймов), 400 мм (15¾ дюйма), 406 мм (16 дюймов), 457 мм (18 дюймов), 483 мм (19 дюймов), 500 мм (19¾ дюймов) и 508 мм (20 дюймов).
В редких случаях миниатюрные железные дороги могут использоваться не только как аттракцион, но и как функциональный вид общественного транспорта. Примером являются Железная дорога Хус — Дангнесс и Ravenglass and Eskdale Railway в Великобритании (обе имеют ширину колеи 381 мм или 15 дюймов).
История железных дорог минимальной колеи началась в 1870х годах, когда англичанин Артур Хейвуд (англ. Arthur Heywood) поставил себе задачу создания минимальной железнодорожной колеи для использования в сельском хозяйстве, в поместьях и т. д. В результате экспериментов он пришёл к выводу, что минимальной практической колеёй является 15 дюймов (381 мм). На построенной им железной дороге Duffieled Bank Railway имелись даже вагон ресторан и спальный вагон, хотя вся длина железной дороги составляла всего около мили. В конце XIX века американская фирма Cagney Brothers стала строить паровозы для колеи 381 мм, которые использовались в парках разведений, на выставках и т. д. Однако, ни Хейвуд, ни Cagney Brothers не стремились к копчености своих локомотивов. Первой фирмой, которая стала выпускать копийные паровозы для миниатюрных железных дорог (в основном колеи 381 мм), стала английская фирма про производству игрушек Bassett-Lowke в 1890х годах, которая до этого выпускала модели железных дорог (в том числе и садовые для использования под открытым небом). Фирма Bassett-Lowke не только строила паровозы, но и строила и эксплуатировала миниатюрные железные дороги целиком на условиях концессии. Прототипом фирмы стал паровоз «Маленький Гигант» (англ. Little Giant) осевой формулы 2-2-1 (Атлантик).